# Восточное Полесье

Регионы Беларуси на XIX - начало XX века:
Понеманье
Поозерье
Поднепровье
Западное Полесье
Восточное Полесье
Центральная Беларусь

Восточное Полесье (бел. Усходняе Палессе) — историко-этнографический регион Беларуси. Находится на юго-востоке республики, занимает большую часть Полесской низменности в Гомельской, Минской и Брестской областях.
На востоке граничит с Поднепровьем (на правом берегу Днепра и нижней Березине), на севере — с Центральной Беларусью (по линии Паричи — Любань — Старобин — Чудин), на западе — с Западным Полесьем (от Выгонощанского озера по междуречье Ясельды и Бобрыка на Лахву, Лунинец и далее по Припяти и правому берегу Горыни).
Северная граница региона совмещается с зоной компактного расселения водораздельного типа, где характерные полесские ландшафты меняются давно обжитыми лёссовыми равнинами Центральной Белоруссии с густой сетью сельских поселений.
Границы этих регионов отражают ареалы местных этнонимов — полещуков на юге и полян (или полевиков) на севере.
Местные мозырские говоры составляют отдельную группу юго-западного диалекта белорусского языка.

## История
В железном веке Восточное Полесье являлось основной территорией расселения милоградской культуры (III—VII века до н. э.) и зарубинецкой культуры (III век до н. э. — V век н. э.).
В VIII—IX веках Восточное Полесье населяли дреговичи, которые имели свое политическое объединение — «княжение». В IX веке они дошли на севере до верхнего бассейна Березины, на западе достигли левобережья Немана, где встретились с ятвягами, положив начало славянизации последних.
В XII—XIII веках основная территория Восточного Полесья входила в состав Туровского княжества, Мозырское Полесье — в состав Киевского княжества.
В период Великого княжества Литовского и Речи Посполитой земли Восточного Полесья входили в состав Минского, Новогрудского и Брестского воеводств.
Вместе с тем по этнографических чертах в то время Полесье выделялась в отдельную историческую провинцию, что нашло отражение
на географических картах (карты Т. Маковского, 1613; Г. де Боплана, 1651 и другие).
После второго раздела Речи Посполитой (1793) Восточное Полесье вошло в состав Минской губернии.

## Хозяйственные занятия
В рельефе Восточного Полесья компактные возвышенности чередуются с болотистыми низменностями Припятского Полесья. До недавнего времени большие площади занимали открытые болота (голы).
Широкие весенние разливы, заболоченные земли и неудобицы накладывали отпечаток на характер расселения, положение путей сообщения и транспортные средства, хозяйственные занятия и повседневный быт.
В земледельческой практике наряду с трёхпольем сохранились лесные перелоги и подсечно-огневая система. Землю обрабатывали валами с помощью полесской сохи.
На челнах крестьяне переправлялись с одного острова на другой, ставили шалаши-курени, что служили им временным жильем, и последовательно обрабатывали один участок за другим. Таким же способом собирали урожай с полей, обмолачивали снопы или складывали их необмолоченными на высоких одонках, а после вывозили на челнах или санях.
Местные жители держали крупный рогатый скот и свиней, которых выгоняли на выпас в лес или отвозили в челнах на соседние острова, где они находились в естественных условиях без надзора.
Стада рогатого скота пасли вдали от деревень, возвращая на ночь в специальный загон с куренем и легкой постройкой типа хлева (кошары).
В традиционной хозяйстве рядом с земледелием и скотоводством были распространены рыболовство, собирательство, пчеловодство, домашние промыслы.

## Поселения
Сельские поселения распределялись по территории региона неравномерно. Наиболее густонаселёнными издавна были Хойникско-Брагинская и Юровичская возвышенности, Мозырская гряда, на западе — Туровская лёссовая равнина.
Наряду с многодворными встречались небольшие поселения (5—10 домов), застенки и хутора-выселки.
Строения обычно располагались в системе усадьбы: хата + сени + истопка + навес + хлев + гумно.
Наиболее распространенные типы жилья: хата + сени + истопка, хата + сени.
На пойменных и болотистых местах дома имели деревянный пол и ставились на сваи. Крыши делали на самцах закотом, крыли досками, камышом, соломой. По вечерам дома освещали стационарным светцом.

## Одежда
В народном одеянии Восточного Полесья сохранились традиционные черты, в которых проявляется общеславянская основа. В женской одежде наиболее распространенной была понёва-плахта, которую носили с шерстяным фартуком (запаской). В более ранний период носили две запаски — спереди и сзади. Рубашка имела узорчатый декор (чаще вышивку) на воротнике, рукавах, груди, внизу на подоле. В узоре доминировали крупные растительные формы, которые в позднем средневековье были вытеснены геометризованными мелким растительным орнаментом. Женские гарсеты украшали аппликацией. В Припятском Полесье рубашки более длинные, приталенные, из шерстяной ткани, в Мозырском — короткие, из домотканого холста или фабричной ткани (см. калинковичский строй, брагинский строй, турово-мозырский строй, давид-городокско-туровский строй).

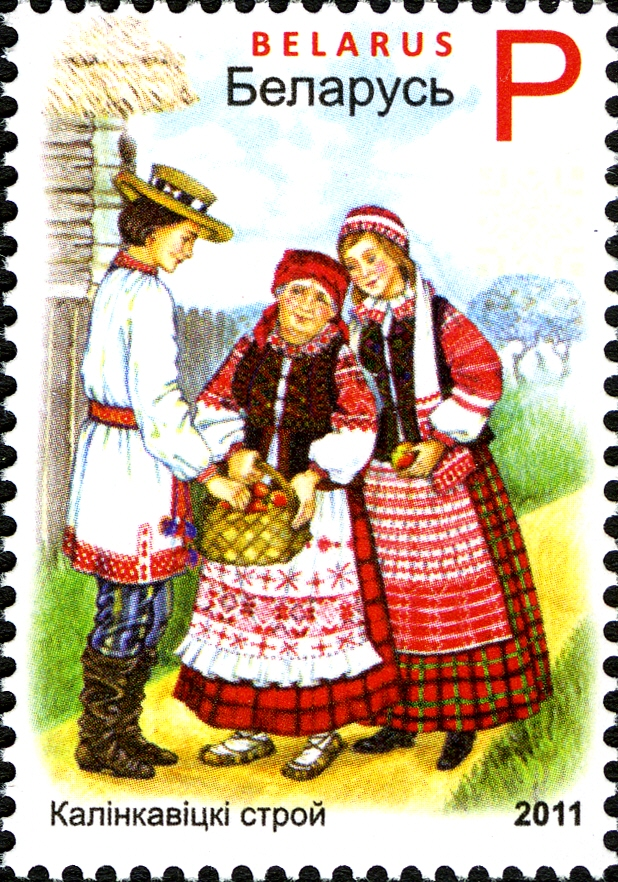
Калинковичский строй
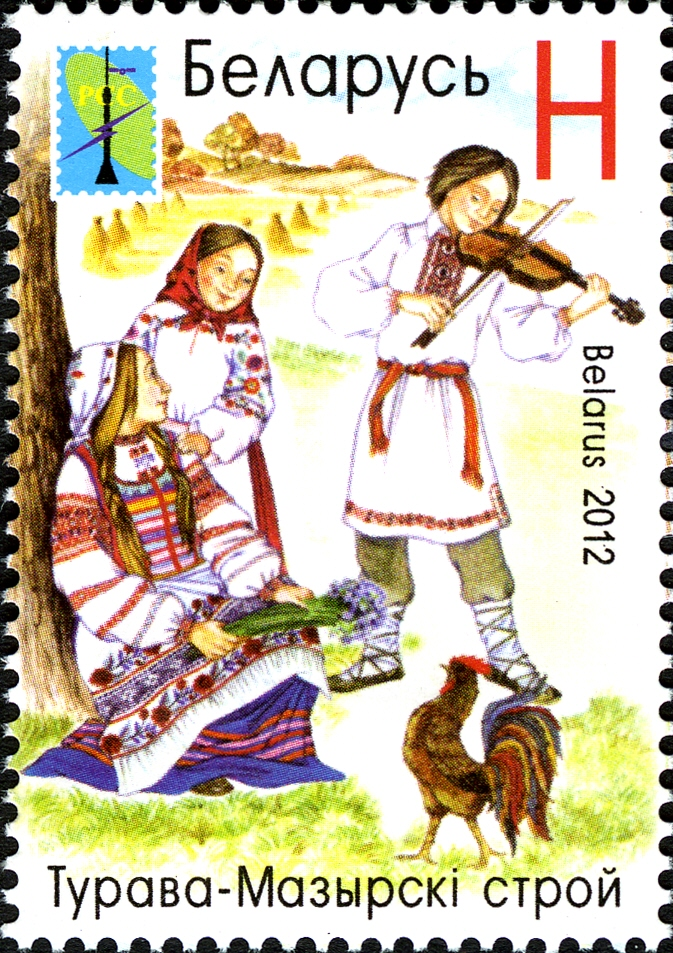
Турово-мозырский строй
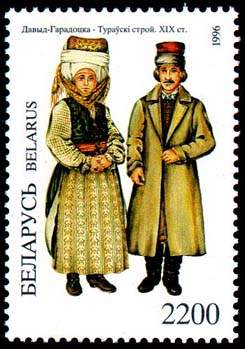
Давид-городокско-туровский строй

## Керамика
Известные центры по изготовлению задымленного и глазурованного посуды располагались в Паричах,
Юровичах, Лоеве.

## Песенный фольклор
Региональные особенности имеет песенный фольклор: свадебным напевам Восточного Полесья присущи празднично-приподнятые лирические мотивы.